# Federazione delle Liste Verdi
Federazione delle Liste Verdi (LV), "Gröna listans förbund", var ett italienskt grönt politiskt parti som bildades 1986 och upplöstes 1991, då det gick samman med Verdi Arcobaleno för att bilda Federazione dei Verdi, "Gröna förbundet".